# Paležnica Donja (Gračanica)
Pour les articles homonymes, voir Paležnica Donja.
Paležnica Donja (en serbe cyrillique : Палежница Доња) est un village de Bosnie-Herzégovine. Il est situé dans la municipalité de Gračanica, dans le canton de Tuzla et dans la fédération de Bosnie-et-Herzégovine. Selon les premiers résultats du recensement bosnien de 2013, il ne compte aucun habitant.
Avant la guerre de Bosnie-Herzégovine, le village faisait entièrement partie de la municipalité de Doboj ; après la guerre, une portion de son territoire a été rattachée à la municipalité de Gračanica, intégrée à la Fédération de Bosnie-et-Herzégovine.

## Démographie

### Évolution historique de la population
| 1948 | 1953 | 1961 | 1971  | 1981  | 1991 | 2013 |
| ---- | ---- | ---- | ----- | ----- | ---- | ---- |
| -    | -    | 774  | 1 139 | 1 073 | 573  | 0    |

|  |